# Jordbävningen i Kobe 1995
Jordbävningen i Kobe ägde rum den 17 januari 1995 klockan 05:46 lokal tid i Kobe, Japan. Då inträffade en jordbävning av magnitud 7,2 med epicentrum vid ön Awaji. Skakningarna mätte upp till 7 på den japanska shindoskalan. Jordbävningen kallas på japanska Hanshin-Awaji Daishinsai (阪神・淡路大震災), "Stora Hanshin—Awaji-jordbävningen".
De flesta dödsfall inträffade i de påföljande bränderna. 6 434 personer omkom, mellan 27 000-35 000 skadades och 60 återfanns aldrig. Omkring 300 000 människor tvingades lämna sina hem. Detta var den värsta jordbävningen i Japan sedan den stora jordbävningen i Tokyo 1923.
Beredskapen för jordbävningar i Kobe var relativt låg. Mindre än hälften av byggnaderna uppfyllde det japanska räddningsverkets säkerhetsriktlinjer, att jämföra med omkring 80 procent i Tokyo. Den japanska regeringen fick efter jordbävningen kritik för att inte omedelbart tackat ja till utländska hjälperbjudanden.
I december varje år hålls en högtid till minne av offren för jordbävningen.